# Llista de característiques d'albedo de la Lluna
En aquest article només es mostra els noms oficials aprovats per la Unió Astronòmica Internacional (UAI).
Aquesta és una llista de característiques d'albedo amb nom de la Lluna

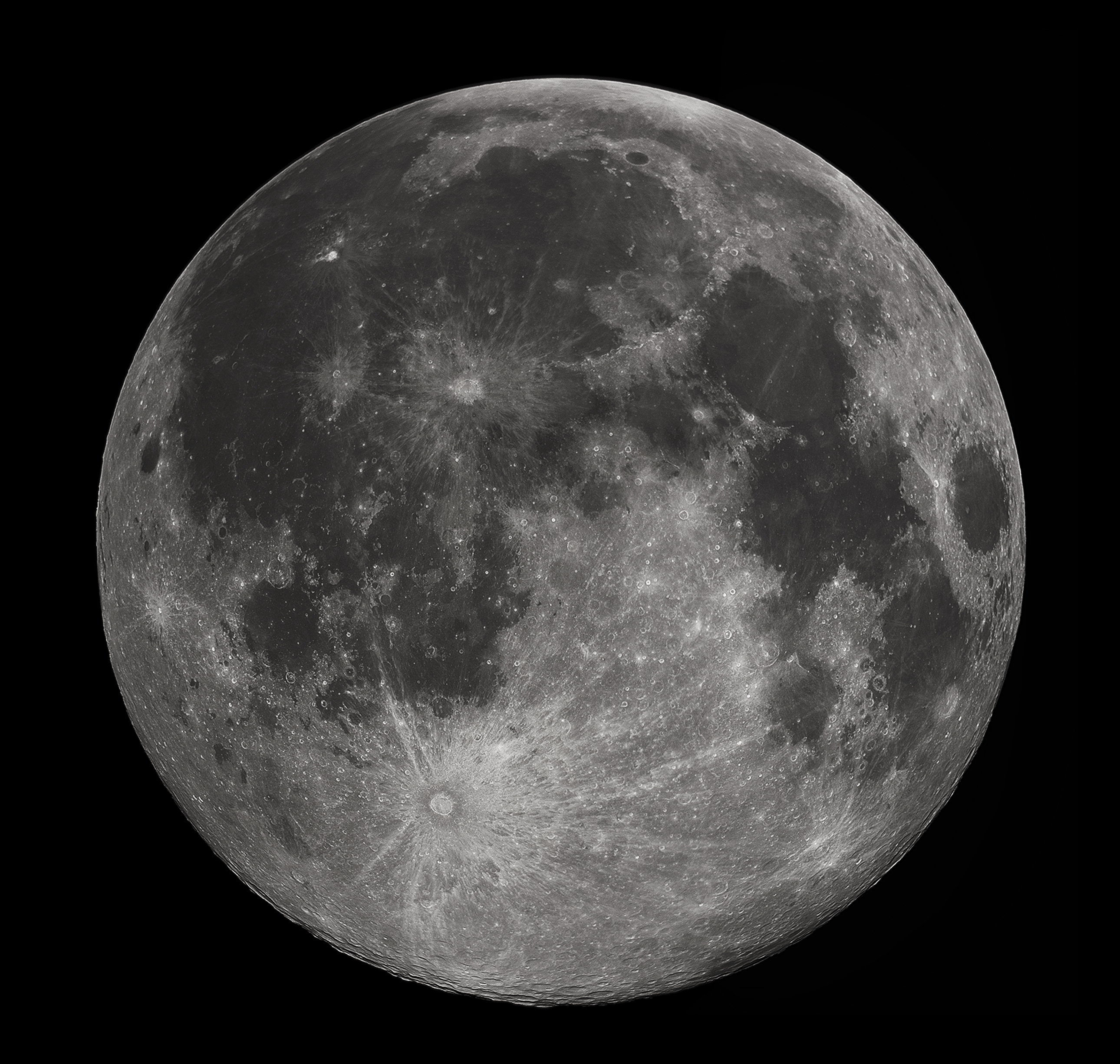
Imatge de la Lluna
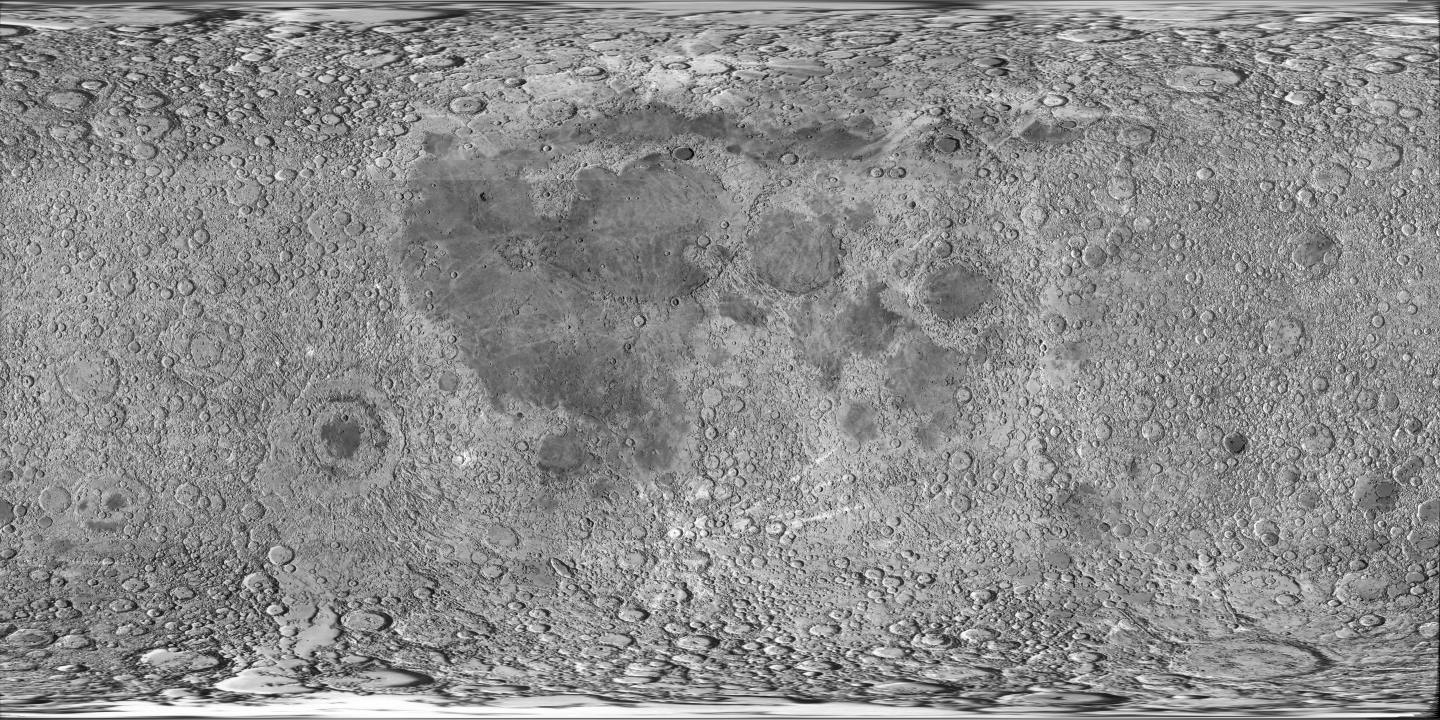
Mapa topogràfic de la Lluna
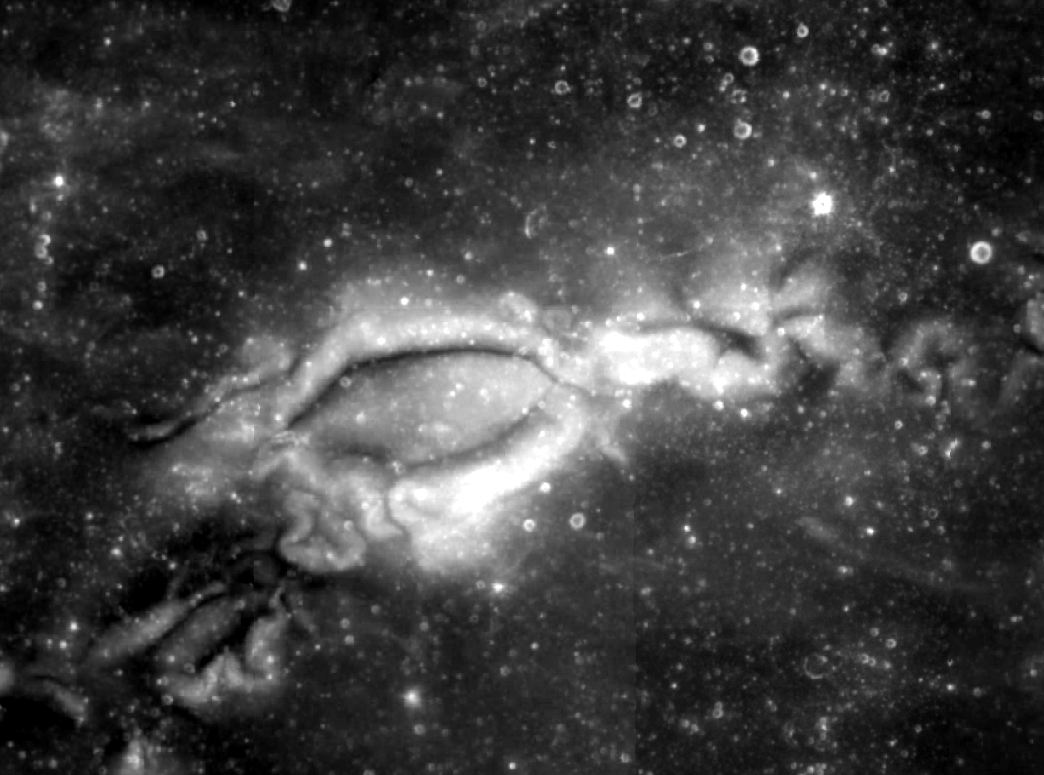
Imatge de Reiner Gamma

Històricament, la Lluna ha estat l'únic cos celeste on les característiques d'albedo s'han pogut observar sense l'ajut dels telescopis, i les característiques han tingut al llarg del temps diferents denominacions i interpretacions en diverses cultures. Les bases de la nomenclatura moderna es remunten al mapa lunar del matemàtic i astrònom italià Giovanni Riccioli (1598-1671) de 1651 que, amb les seves evolucions i ampliacions, va ser assumit per la Unió Astronòmica Internacional (UAI) al segle xx.
Amb el pas del temps, el progrés de les observacions va confirmar una naturalesa geològica precisa de les característiques observades a la Lluna que s'havien associat amb cossos aquàtics (si eren fosques) i terrestres (si eren clares). Fins a la data, la UAI només reconeix una característica de l'albedo lunar, introduïda el 1935 i després no es va associar amb cap estructura real.

## Llista
La llista només conté una característica d'albedo reconeguda per la UAI.
La latitud i la longitud es donen com a coordenades planetogràfiques amb longitud oest (+ Oest; 0-360).
| Característica d'albedo | Coordenades                          | Diàmetre (km) | Epònim                                         | Ref.  |
| ----------------------- | ------------------------------------ | ------------- | ---------------------------------------------- | ----- |
| Reiner Gamma            | 7° 23′ N, 58° 58′ O / 7.39°N,58.96°O | 73,44         | Vincentio Reinieri (m. 1648) - Astrònom italià | WGPSN |